# 大漢 (張鯨)
大漢（だいかん）は金及びモンゴル帝国の時代に「遼西王」を樹立し自立した張鯨が建てたとされる年号。1214年 - 1215年。

## 西暦・干支との対照表
| 大漢 | 元年   | 2年    |
| 西暦 | 1214年 | 1215年 |
| 干支 | 甲戌   | 乙亥   |